# Aeropuerto Luisa Cáceres de Arismendi
El Aeropuerto Nacional Luisa Cáceres de Arismendi, también conocido como el Aeropuerto Nacional de Barinas, (IATA: BNS, OACI: SVBI), es un aeropuerto venezolano ubicado en Barinas, capital del estado Barinas, ubicado a 10km del centro de la ciudad.

## Aerolíneas y destinos
| Destinos por aerolínea                  | Destinos por aerolínea |
| Aerolínea                               | Ciudad                 |
| --------------------------------------- | ---------------------- |
| Conviasa 1 destino                      | Nacional (1): Caracas  |
| Estelar Latinoamérica 1 destino         | Nacional (1): Caracas  |
| Total: 2 destinos, 1 país, 2 aerolíneas |                        |

### Destino Nacional
| Ciudades                                | Nombre del aeropuerto                               | Aerolíneas                       |
| --------------------------------------- | --------------------------------------------------- | -------------------------------- |
| Distrito Capital - Caracas              | Aeropuerto Internacional de Maiquetía Simón Bolívar | Conviasa / Estelar Latinoamérica |
| Total: 1 destino, 1 estado, 1 aerolínea |                                                     |                                  |

Opera las siguientes aerolíneas con el respectivo equipo, así:
- Conviasa: ATR 42-400 / Embraer 190
- Estelar Latinoamérica: Boeing 737-200 / Boeing 737-300